# 秋田県道11号角館六郷線
秋田県道11号角館六郷線（あきたけんどう11ごう かくのだてろくごうせん）は、秋田県大仙市から仙北郡美郷町へ至る県道（主要地方道）である。主要地方道名は中仙六郷線。通称角六線。

## 概要
県道の路線名に角館の名称が付けられているが、起点は仙北市角館にはなく、JR東日本・秋田内陸縦貫鉄道 角館駅から約1キロメートル南の玉川を渡った大仙市鶯野から始まる。国道105号交点から東へ伸び、広域農道と交差後に進路を変えておおむね南方向へ進んで、大仙市太田市街地、仙北郡美郷町土崎を経て、終点の同町六郷で国道13号に合流する。

### 路線データ
- 総延長 : 20.056 km[2]
- 実延長 : 20.056 km[2]
- 起点 : 秋田県大仙市下鶯野字上中島217番（国道105号交点）[3]
- 終点 : 秋田県仙北郡美郷町六郷字赤城47番2（赤城交差点、国道13号交点）[3]
- 指定経由地：秋田県仙北郡美郷町土崎（美郷町役場本庁舎）
- 未供用区間 : なし[2]

## 歴史
- 時代不詳 - 羽州街道上街道の一部になっていた。
- 1972年（昭和47年）3月30日 - 秋田県道に認定される[3]。
- 1993年（平成5年）5月11日 - 建設省により角館六郷線が主要地方道中仙六郷線に指定される[4]。

## 路線状況
起点付近と終点付近のバイパス道路が完成している区間を除き、もともと当道路は、角館と横手を結ぶ羽州街道の上街道と呼ばれ、古来から幹線道路として利用していた。また、終点付近の旧道と国道の交点は羽州街道の上街道（角館方面）と下街道（久保田=現・秋田市方面）の分岐点となっており、六郷宿があった。

現代では大曲市街地を経由する国道105号（角館方面）-国道13号（横手方面）ルートを避けて通る短絡道路になっている。

### 通称
- 角六線
- 羽州街道（上街道）

### 重複区間
- 秋田県道12号花巻大曲線（仙北郡美郷町六郷字馬場 - 国道13号交点・終点）約0.6km[2]

### 冬期閉鎖区間
- なし[5]

### 交通不能区間
- なし[6]

## 地理

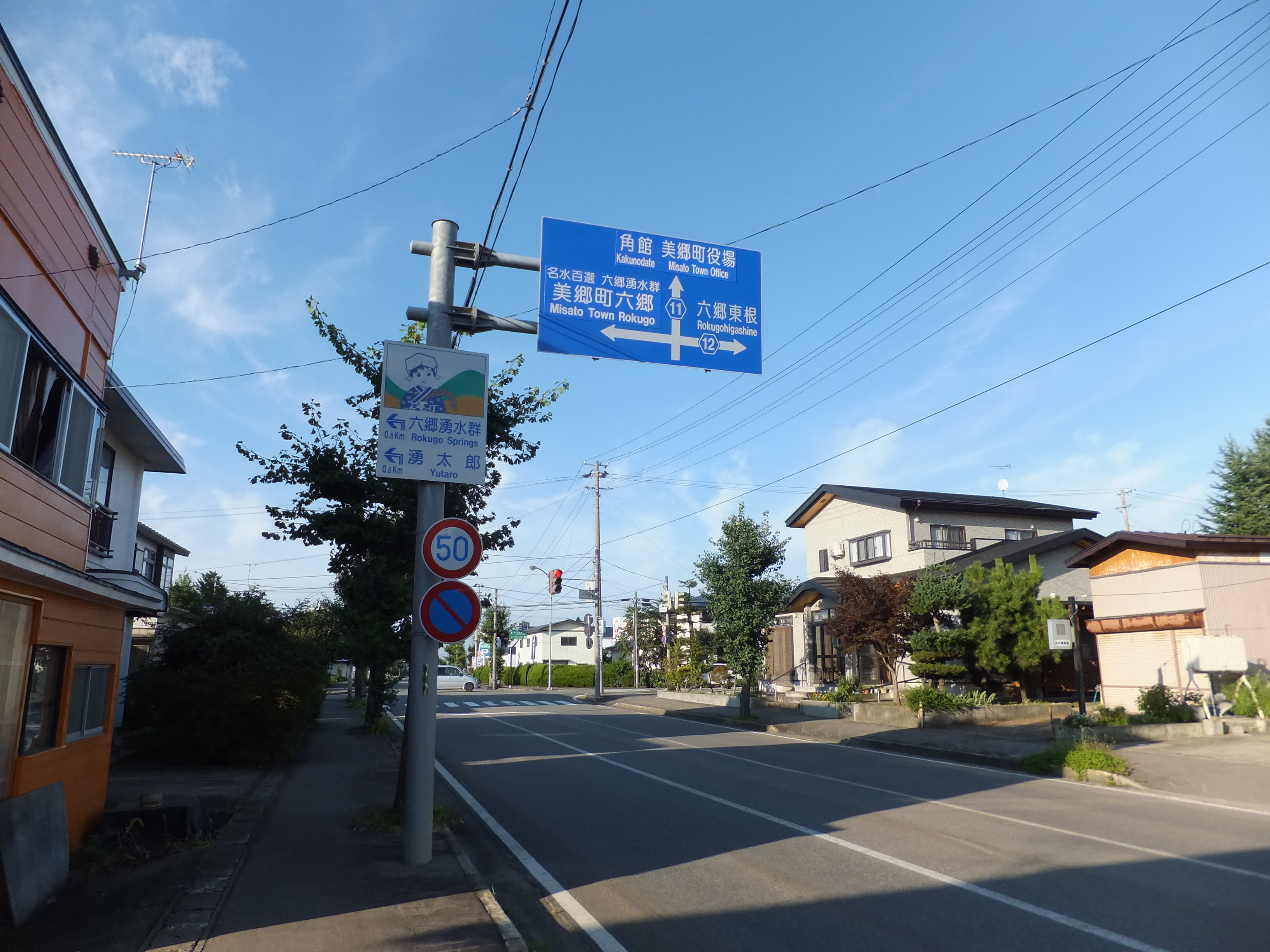
秋田県道11号、美郷町馬場にて

### 通過する自治体
- 大仙市
- 仙北郡美郷町

### 交差する道路
| 施設名         | 接続路線名                                       | 備考                   | 所在地                                                        |
| -------------- | ------------------------------------------------ | ---------------------- | ------------------------------------------------------------- |
|                | 国道105号                                        | 起点                   | 大仙市下鶯                                                    |
|                | 仙北地区広域農道南北線                           |                        | 大仙市豊川北緯39度34分17.24秒 東経140度34分47.11秒            |
|                | 秋田県道306号豊岡長野線                          |                        | 大仙市豊川北緯39度33分11.28秒 東経140度35分9.12秒             |
|                | 秋田県道259号長信田羽後長野停車場線              |                        | 大仙市太田町国見北緯39度31分57.18秒 東経140度35分7.16秒       |
|                | 秋田県道261号国見大曲線                          | 県道261号起点          | 大仙市太田町国見北緯39度31分19.04秒 東経140度35分17.27秒      |
|                | 秋田県道305号千畑大曲線                          |                        | 大仙市太田町三本扇北緯39度29分21.55秒 東経140度35分34.15秒    |
|                | 秋田県道50号大曲田沢湖線                         |                        | 仙北郡美郷町土崎北緯39度28分0.55秒 東経140度34分57.07秒       |
| 六郷馬場交差点 | 秋田県道12号花巻大曲線                           |                        | 仙北郡美郷町六郷字馬場北緯39度25分11.7秒 東経140度33分11.07秒 |
| 赤城交差点     | 国道13号 （秋田県道12号花巻大曲線 国道13号重複） | 終点 県道12号 重複区間 | 仙北郡美郷町六郷                                              |

### 沿線の施設など
- 水神社
- 大仙市役所太田総合支所
- 美郷町役場本庁舎
- 秋田県立六郷高等学校